# Arròs amb fesols i naps
L'arròs amb fesols i naps és un plat típic de l'Horta, la Ribera, la Costera, la Safor, la Marina Alta i la Marina Baixa, al País Valencià, conegut també en alguns llocs amb el nom de "caldera" o "arròs junt". Tot i ser un plat típic de l'hivern, per com de contundent que és, és molt comú gaudir-lo a les festes dels pobles cuinat en grans quantitats (15 o 20 calderes) convertint-se en un àpat comunitari i un esdeveniment festiu.
Tradicionalment es cuina en un calder alt i metàl·lic, portant-se a ebullició a força de llenya, normalment de taronger o garrofera, necessitant-se prou hores per a la seua cocció. Els ingredients bàsics per a la seua elaboració són el porc, fesols, naps (que han de ser de la varietat "napicol") i l'arròs. També s'hi pot incorporar carn de corder a banda de la del porc o botifarres de ceba.
Hi ha variants locals, ja que com més al nord de la comarca de l'Horta es puja és costum substituir part de la carn de porc per boví perquè el resultat final siga menys greixós, i en altres zones properes a la comarca de l'Horta, com Camp de Túria, els fesols solen ser substituïts per garrofó.

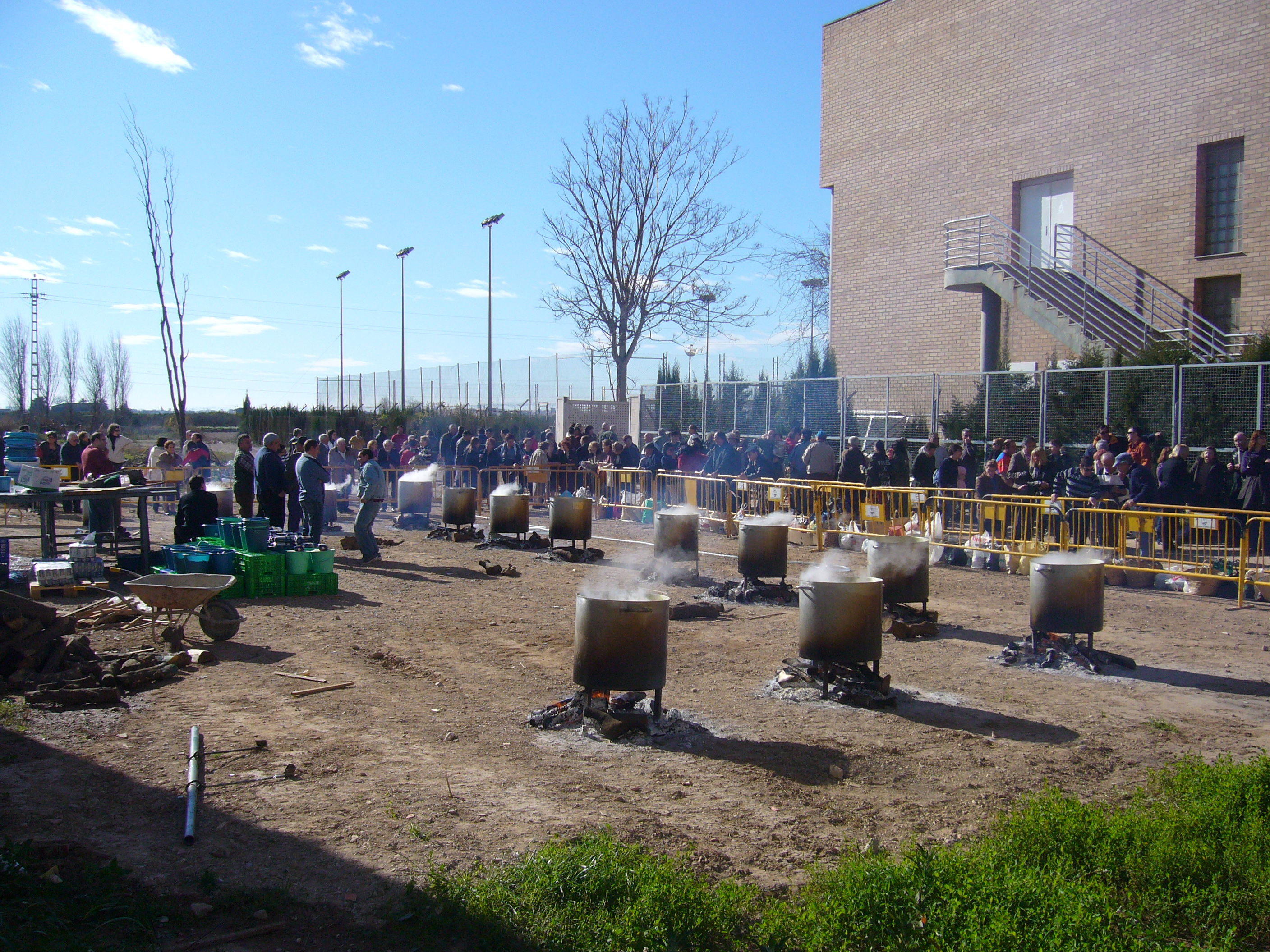
Cuinant caldera a Massalfassar.